# Iryna Husiak
Iryna Husiak –en ucraniano, Ірина Гусяк– (30 de abril de 1990) es una deportista ucraniana que compite en lucha libre.
Ganó dos medallas en el Campeonato Europeo de Lucha, oro en 2019 y bronce en el 2013, ambas en la categoría de 55 kg.

## Palmarés internacional
| Campeonato Europeo | Campeonato Europeo | Campeonato Europeo | Campeonato Europeo |
| Año                | Lugar              | Medalla            | Categoría          |
| ------------------ | ------------------ | ------------------ | ------------------ |
| 2013               | Tiflis (Georgia)   | Medalla de bronce  | 55 kg              |
| 2019               | Bucarest (Rumania) | Medalla de oro     | 55 kg              |